# Girolles (Yonne)
Pour les articles homonymes, voir Girolles.
Girolles est une commune française située dans le département de l'Yonne, en région Bourgogne-Franche-Comté.

## Géographie
Ce village est traversé par un cours d'eau alimenté de sources : deux d'entre elles sont  utilisées pour alimenter les lavoirs publics.
Au nord de Girolles s'étend un territoire très ondulé. Deux buttes dominent : celle du Champ-Porsin (329 mètres) et celle du hameau du Champ-du-Feu. Entre les deux se trouvent les Bois Brûlés dont le nom rappelle l'exploitation de minerai.

### Hydrographie
- Fontaine Chopard - Fontaine Cointet.

### Climat
Pour des articles plus généraux, voir Climat de la Bourgogne-Franche-Comté et Climat de l'Yonne.
En 2010, le climat de la commune est de type climat océanique dégradé des plaines du Centre et du Nord, selon une étude du Centre national de la recherche scientifique s'appuyant sur une série de données couvrant la période 1971-2000. En 2020, Météo-France publie une typologie des climats de la France métropolitaine dans laquelle la commune est exposée à un climat océanique altéré et est dans la région climatique  Lorraine, plateau de Langres, Morvan, caractérisée par un hiver rude (1,5 °C), des vents modérés et des brouillards fréquents en automne et hiver. 
Pour la période 1971-2000, la température annuelle moyenne est de 10,8 °C, avec une amplitude thermique annuelle de 15,9 °C. Le cumul annuel moyen de précipitations est de 835 mm, avec 12,1 jours de précipitations en janvier et 8,1 jours en juillet. Pour la période 1991-2020, la température moyenne annuelle observée sur la station météorologique de Météo-France la plus proche, « Merry-sur-Yonne », sur la commune de Merry-sur-Yonne à 15 km à vol d'oiseau, est de 11,5 °C et le cumul annuel moyen de précipitations est de 776,9 mm. 
La température maximale relevée sur cette station est de 40,7 °C, atteinte le 7 août 2003 ; la température minimale est de −22 °C, atteinte le 16 janvier 1985,,. 
Les paramètres climatiques de la commune ont été estimés pour le milieu du siècle (2041-2070) selon différents scénarios d'émission de gaz à effet de serre à partir des nouvelles projections climatiques de référence DRIAS-2020. Ils sont consultables sur un site dédié publié par Météo-France en novembre 2022.

## Urbanisme

### Typologie
Au 1er janvier 2024, Girolles est catégorisée commune rurale à habitat dispersé, selon la nouvelle grille communale de densité à sept niveaux définie par l'Insee en 2022.
Elle est située hors unité urbaine. Par ailleurs la commune fait partie de l'aire d'attraction d'Avallon, dont elle est une commune de la couronne,. Cette aire, qui regroupe 74 communes, est catégorisée dans les aires de moins de 50 000 habitants,.

### Occupation des sols
L'occupation des sols de la commune, telle qu'elle ressort de la base de données européenne d’occupation biophysique des sols Corine Land Cover (CLC), est marquée par l'importance des forêts et milieux semi-naturels (63,6 % en 2018), en diminution par rapport à 1990 (66,1 %). La répartition détaillée en 2018 est la suivante : 
forêts (61,2 %), terres arables (16,5 %), prairies (16,1 %), milieux à végétation arbustive et/ou herbacée (2,4 %), zones urbanisées (2 %), zones agricoles hétérogènes (1,9 %). L'évolution de l’occupation des sols de la commune et de ses infrastructures peut être observée sur les différentes représentations cartographiques du territoire : la carte de Cassini (XVIIIe siècle), la carte d'état-major (1820-1866) et les cartes ou photos aériennes de l'IGN pour la période actuelle (1950 à aujourd'hui).

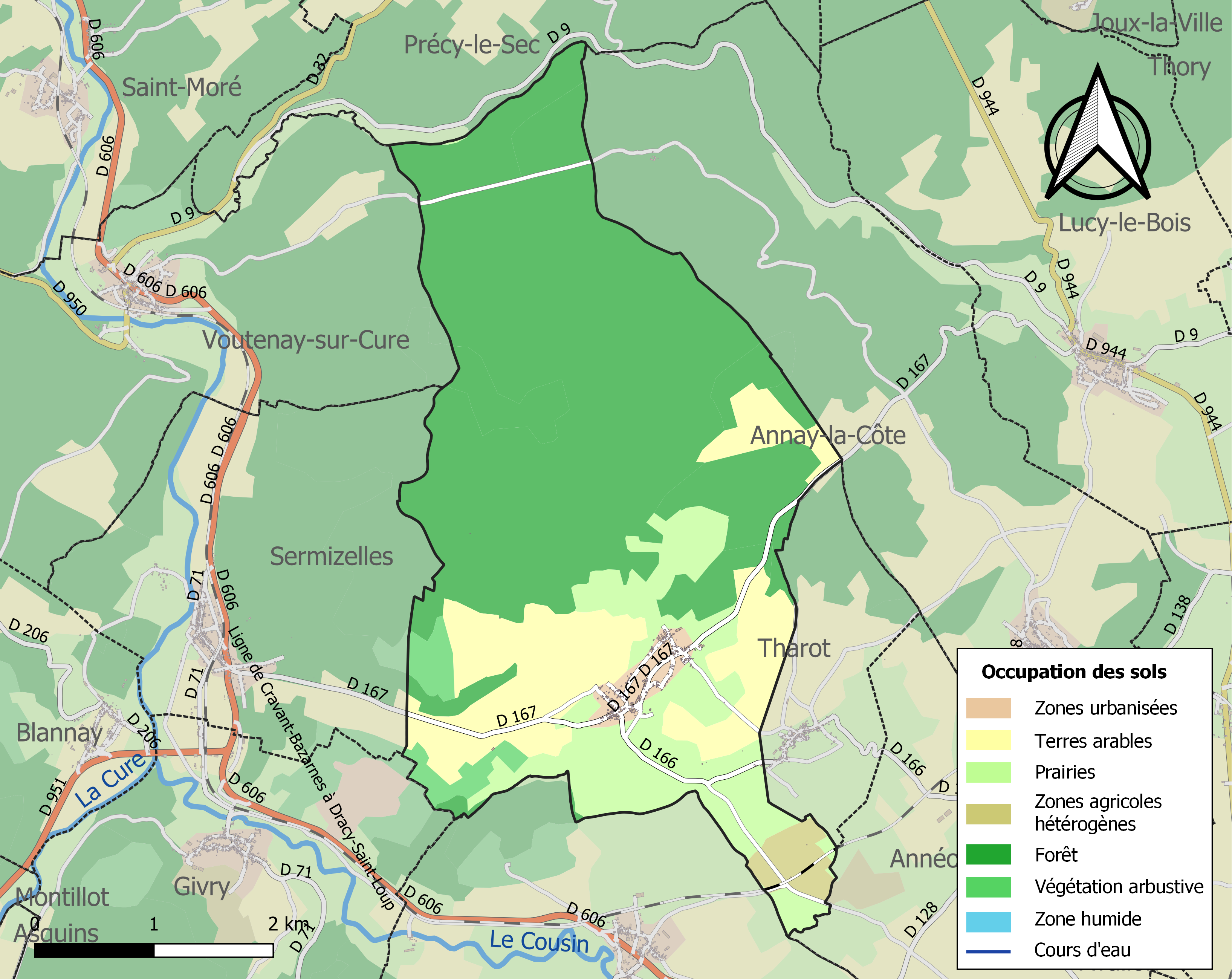
Carte des infrastructures et de l'occupation des sols de la commune en 2018 (CLC).

## Étymologie
En 1870 le nom du village était Girolles-les-Forges.

## Histoire

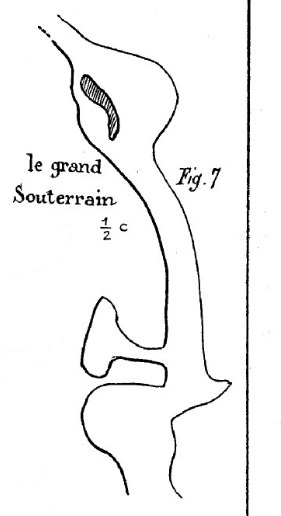
Le Grand Souterrain.

La grotte dite "Grand Souterrain" a livré des objets du Néolithique,.
« La voie romaine d'Agrippa traverse le territoire de Girolles. La chaussée, enfouie sous la terre végétale, passe à 500 mètres au sud de l'église de Girolles se dirigeant vers Sermizelles ».
Au IXe siècle un château (dont il ne reste que l'un des côtés d'une tour carrée)  défend le village. Il appartenait à l'abbaye de Saint-Martin d'Autun, à la suite d'un don de la reine Brunehilde. Donation confirmée par une bulle du Pape Alexandre III, réfugié en France en avril 1164 : " Ecclesiam de Girollis ". « Le châtel et maison-forte dudit Girolles avec les fossés dont il est clos et environné et en icelui a une tour voûtée sous laquelle est le portail et entrée d'icelui châtel. Un corps de logis auquel est la salle dudit château. Une grande tour ronde avec quatre pavillons en icelle. Un autre corps de logis entre ladite tour ronde et une autre quarrée servant de montée, au-dessous de laquelle est une prison criminelle, auquel corps de logis il y a une autre chambre servant de chapelle et une grande chambre au-dessous de laquelle sont les cuves et vinées desdits seigneurs. Plus il y a une grosse tour carrée regardant sur le verger en laquelle il y a une chambre, au-dessous d'icelle une cuisine. Un autre corps de logis servant de cellier et grenier joignant laquelle et entre la tour ronde appelée la Guette est la grange desdits seigneurs, plus entre ladite tour ronde et la tour dudit portail sont les étableries dudit châtel et maison-fort »
Au XIIe siècle, le village est mentionné sous le nom de Girolloe.
En 1297, Johannes, curé de Girollis, donne des terres à l'abbaye de Saint-Martin d'Autun.En août 1335, une ordonnance des commissaires du Duc, Eudes IV de Bourgogne, révoque les lettres de bourgeoisie accordées par les officiers du roi, au bailliage de Sens, à 53 habitants du bourg de Girolles, près Avallon, et les replace dans la condition de taillables et mainmortables où ils étaient auparavant.
Huguenin, prévôt de Sommant, échange en 1346 diverses terres avec l'abbaye de Saint-Martin d'Autun, contre la mairie de Girolles.L'abbé de l'abbaye de Saint-Martin d'Autun, Hugues, cède en 1373 des terres sur Girolles et Sermizelles aux religieux du prieuré de Bragny, leur vie durant. Les bénéfices de ce prieuré vont à Saint-Martin d'Autun.
Au XVe siècle, une église est construite sur le flanc d'un coteau ; la poussée des voûtes ogivales à nervures a rendu les piliers obliques. En 1403 Jean III de Chalon-Arlay, ayant eu connaissance du contenu de la lettre que son grand-père avait édigée en 1351 au sujet des serfs de l'abbaye de Saint-Martin d'Autun à Girolles, par laquelle ce dernier renonçait au droit qu'il pouvait avoir ès borgeoisies et adveux des hommes de Girolles, défendit à ses baillis, chastelains et officiers d'en recevoir aucun en bourgeoisie ou aveu.En 1451, Jean Petitjean, abbé de St Martin d'Autun octroie le droit de chasse aux habitants de Girolles. Il est dit dans cette charte que le château appartient à l'abbaye.
En 1590, on obtient de raser le château, ce qui ne sera fait qu'en 1594 à la mort d'Henri III par les gens d'Avallon. Les meilleurs matériaux furent utilisés pour de nouvelles constructions ; les fossés furent comblés (ils avaient servi pendant un temps de réservoir pour un moulin à farine).
Au cours du XVIIe siècle, la famille Despence de Pomblain acquiert les restes du château et construit une demeure non loin de l'ancienne bâtisse.

## Politique et administration
| Période   | Période   | Identité       | Étiquette | Qualité  |
| --------- | --------- | -------------- | --------- | -------- |
|           |           |                |           |          |
| mars 2001 | mars 2008 | Jacques Simon  |           |          |
| mars 2008 | En cours  | Bernard Massol | DVD       | Retraité |

## Démographie
L'évolution du nombre d'habitants est connue à travers les recensements de la population effectués dans la commune depuis 1793. Pour les communes de moins de 10 000 habitants, une enquête de recensement portant sur toute la population est réalisée tous les cinq ans, les populations de référence des années intermédiaires étant quant à elles estimées par interpolation ou extrapolation. Pour la commune, le premier recensement exhaustif entrant dans le cadre du nouveau dispositif a été réalisé en 2007.

En 2022, la commune comptait 189 habitants, en évolution de +8,62 % par rapport à 2016 (Yonne : −1,95 %, France hors Mayotte : +2,11 %).
| 1793 | 1800 | 1806 | 1821 | 1831 | 1836 | 1841 | 1846 | 1851 |
| ---- | ---- | ---- | ---- | ---- | ---- | ---- | ---- | ---- |
| 409  | 403  | 453  | 386  | 418  | 431  | 470  | 462  | 415  |

| 1856 | 1861 | 1866 | 1872 | 1876 | 1881 | 1886 | 1891 | 1896 |
| ---- | ---- | ---- | ---- | ---- | ---- | ---- | ---- | ---- |
| 367  | 343  | 353  | 353  | 342  | 329  | 316  | 313  | 297  |

| 1901 | 1906 | 1911 | 1921 | 1926 | 1931 | 1936 | 1946 | 1954 |
| ---- | ---- | ---- | ---- | ---- | ---- | ---- | ---- | ---- |
| 291  | 292  | 280  | 214  | 204  | 195  | 187  | 189  | 144  |

| 1962 | 1968 | 1975 | 1982 | 1990 | 1999 | 2006 | 2007 | 2012 |
| ---- | ---- | ---- | ---- | ---- | ---- | ---- | ---- | ---- |
| 143  | 143  | 156  | 150  | 160  | 163  | 183  | 186  | 187  |

| 2017 | 2022 | - | - | - | - | - | - | - |
| ---- | ---- | - | - | - | - | - | - | - |
| 169  | 189  | - | - | - | - | - | - | - |

## Lieux et monuments
- Château de Girolles, ruines du IXe siècle.Fut pris par ruse le 20 mars 1589[29].
- Tour Brunehaut
- Église Saint-Didier, porche roman du XIIe siècle.
- Lavoir de la fontaine Chopart de 1748, couvert en laves, rue Malat.
- Lavoir de la fontaine Cointet, route du Tharot.
- Vieux colombier.

## Personnalités liées à la commune
♦ Apollinaire Bouchardat (1806-1886), médecin et pharmacien, "découvreur" du diabète,

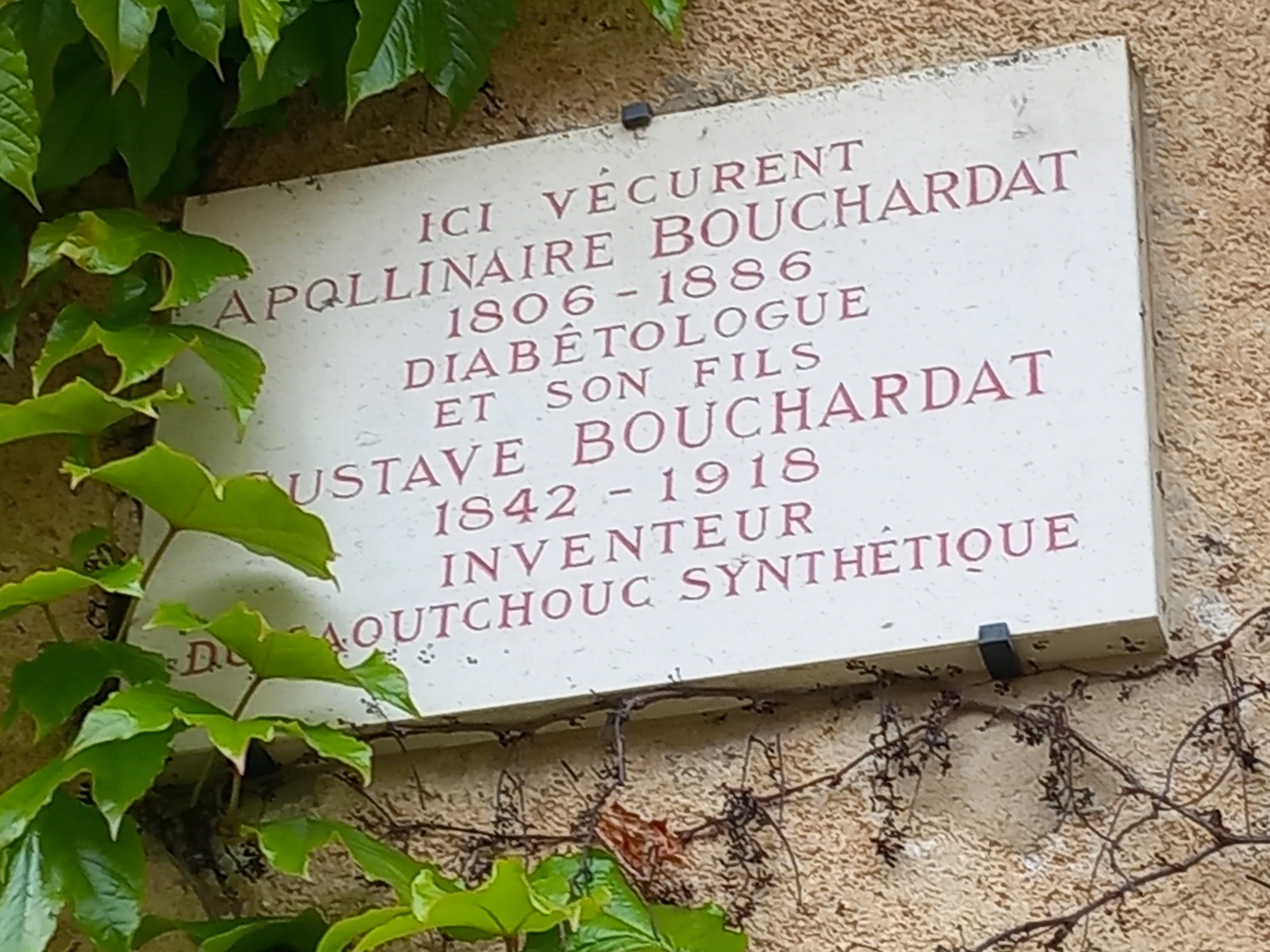
la plaque commémorative apposée en 2006, à l'occasion du bicentenaire de la naissance d'Apollinaire Bouchardat, par la société européenne de diabétologie sur sa maison girolloise située rue Bouchardat.

♦ Gustave Bouchardat (1842-1918), fils du précédent, chimiste, inventeur du caoutchouc synthétique

♦ Robert Motti (1926-) sculpteur sur pierre